# Прудовка (Гомельская область)
Прудовка (бел. Прудоўка) — посёлок в Тереховском сельсовете Добрушского района Гомельской области Республики Беларусь.

## География

### Расположение
В 28 км на юг от районного центра Добруш, в 56 км от Гомеля, в 2 км железнодорожная станция Тереховка, расположенной на линии Гомель — Бахмач.

## Транспортная система
Транспортная связь по просёлочной дороге, а потом автодороге Тереховка — Гомель. В посёлке 62 жилых дома (2004 год). Планировка состоит из прямолинейной улицы, ориентированной с юго-запада на северо-восток. Застройка двухсторонняя, деревянными домами усадебного типа.

## История
Посёлок основан в XIX веке как фольварок в Белицком уезде Могилёвской губернии. В 1851-62 годах работал завод по производству сахара. В 1878 году действовали водяная мельница, 2 питейных дома. В 1926 году входил в состав Утевского сельсовета Краснобудского района Гомельского округа, в посёлке работало почтовое отделение.
В 1929 году жители вступили в колхоз.
Во время Великой Отечественной войны в сентябре 1943 года оккупанты сожгли 55 дворов и убили 2 жителей. Освобождён 26 сентября 1943 года.
В 1959 году посёлок находился в составе колхоза «Красный Октябрь» с центром в деревне Тереховка.

## Население

### Численность
- 2004 год — 62 двора, 128 жителей

### Динамика
- 1926 год — 61 двор, 322 жителя
- 1959 год — 323 жителя (согласно переписи)
- 2004 год — 62 двора, 128 жителей